# HD 58215
HD 58215，又名CD-27 4020，SAO 173622、HR 2822，是一颗恒星，视星等为5.38，位于銀經241.24，銀緯-5.92，其B1900.0坐标为赤經7h 19m 27.3s，赤緯-27° -5.92′ 25″。